# Leptophryne cruentata
Leptophryne cruentata är en groddjursart som först beskrevs av Johann Jakob von Tschudi 1838.  Leptophryne cruentata ingår i släktet Leptophryne och familjen paddor. Inga underarter finns listade i Catalogue of Life.
Arten förekommer med två små populationer på västra Java (Indonesien). Den lever i bergstrakter mellan 1200 och 2000 meter över havet. Habitatet utgörs av fuktiga skogar. Honor lägger äggen i långsamt flytande vattendrag och vuxna exemplar uppsöker även andra vattendrag. Honan lägger ungefär 300 ägg per tillfälle.
Orsaken till beståndets minskning antas vara svampsjukdomen Batrachochytrium dendrobatidis. Groddjuret påverkas även av vattenföroreningar. Några exemplar fångas och säljs som terrariedjur. IUCN kategoriserar arten globalt som akut hotad.